# Luis Murillo (cyclisme)
Pour les articles homonymes, voir Murillo.
Luis Esteban Murillo, né le 17 août 2001, est un coureur cycliste costaricien.

## Biographie
En 2017, Luis Murillo devient champion du Costa Rica du contre-la-montre dans la catégorie cadets (moins de 17 ans). L'année suivante, il remporte de nouveau ce titre, mais chez les juniors (moins de 19 ans). Il représente également son pays lors des championnats du monde d'Innsbruck,. 
En 2021, il devient champion national du contre-la-montre parmi les espoirs (moins de 23 ans). 

## Palmarès et résultats

### Palmarès par année
- 2016
  - 3e du championnat du Costa Rica du contre-la-montre cadets
- 2017
  -  Champion du Costa Rica du contre-la-montre cadets
  - 3e du championnat du Costa Rica sur route cadets
- 2018
  -  Champion du Costa Rica du contre-la-montre juniors
  - 3e du championnat du Costa Rica sur route juniors
- 2019
  - 2e du championnat du Costa Rica du contre-la-montre juniors
- 2021
  -  Champion du Costa Rica du contre-la-montre espoirs

### Classements mondiaux
| Année            | 2021 |
| ---------------- | ---- |
| UCI America Tour | 144e |